# Hitoshi Sasaki (1891-1982)
Hitoshi Sasaki (佐々木 等, Sasaki Hitoshi, Fukushima, 1891 - Tokio, 23 juli 1982) was een Japans voetballer die speelde als middenvelder. In 1921 was hij bondscoach van het Japans voetbalelftal.

## Spelerscarrière
Sasaki speelde voor Tokyo Higher Normal School, de voorloper van Tsukuba-universiteit.

## Trainerscarrière
Sasaki was coach van het Japans voetbalelftal op de Spelen van het Verre Oosten in 1921.

### Statistieken
| Datum      | Wedstrijd          | Uitslag | Competitie                  |
| ---------- | ------------------ | ------- | --------------------------- |
| 30.05.1921 | Japan − Filipijnen | 1 − 3   | Spelen van het Verre Oosten |
| 01.06.1921 | Japan − China      | 0 − 4   | Spelen van het Verre Oosten |